# Command & Conquer: Renegade
Command & Conquer: Renegade là game bắn súng góc nhìn người thứ nhất và thứ ba được phát triển bởi Westwood Studios và là một phần của dòng game Command & Conquer. Đây là trò chơi C&C duy nhất có sử dụng giao diện người thứ nhất. Nó được phát hành vào ngày 26 tháng 2 năm 2002 bởi EA Games.

## Cách chơi
Câu chuyện của Renegade diễn ra trong những ngày cuối cùng của First Tiberium War, vốn được miêu tả trong Command & Conquer (video game). Ba chuyên gia nghiên cứu Tiberium của GDI đã bị bắt cóc bởi Brotherhood of Nod. Người chơi giả định vai trò của một đặc công GDI là Nick "Havoc" Parker, người được phân công để giải cứu các chuyên gia. Ông tiến hành các nhiệm vụ đó ở tất cả các nơi trên thế giới, ở các nước và khí hậu khác nhau và hành động của ông tác động nhiều đến tình trạng hiện thời của cuộc chiến. Khi tiếp tục, trò chơi tiết lộ rằng các chuyên gia đã bị buộc phải tham gia một nghiên cứu bí mật của Brotherhood có tên "Project Re-Genesis", một cố gắng để tạo ra cá c siêu chiến binh được biến đổi gien với sự trợ giúp của Tiberium.
Khi người chơi tham gia các nhiệm vụ, EVA hay Electronic Video Assistance, sẽ cập nhật các mục tiêu của nhiệm vụ. EVA ghi chép và cập nhật tất cả các mục tiêu và tình trạng hiện tại của chùng. Mục tiêu cụ thể của nhiệm vụ được phân thành ba loại: chính, phụ và đặc biệt. Hoàn thành các mục tiêu chính là rất quan trọng cho sự thành công của nhiệm vụ. Mục tiêu phụ không cần thiết để hoàn thành nhiệm vụ, nhưng có thể hỗ trợ chơi game. Mục tiêu đặc biệt thường được ẩn, không giúp nhiều trong khi chơi game, nhưng sẽ ảnh hưởng đến cấp bậc của người chơi ở cuối mỗi nhiệm vụ. 

### Chơi mạng
Chế độ chơi mạng của trò chơi này mang hình thức 'Command and Conquer Mode', trong đó người chơi được chia thành hai đội: GDI và Nod. Mỗi đội bắt đầu với căn cứ của riêng mình, các thành viên có thể mua xe và các lớp nhân vật tiên tiến để tiêu diệt căn cứ kẻ thù và bảo vệ căn cứ của mình. Trận đấu kết thúc khi đội thắng khi phá hủy căn cứ của đối phương hoặc khi một trong 2 đội có nhiều điểm hơn trước khi hết giờ. Làm hư hỏng và tiêu diệt các đơn vị và cấu trúc của quân địch kiếm được điểm. Một số máy chủ cho phép tùy chọn 'endgame beacon' gây ra khi một bên ngay lập tức giành chiến thắng nếu 'siêu vũ khí' của họ được đặt thành công và phát nổ trên vị trí 'beacon pedesta' ở phía đối thủ. Cách chơi là một sự kết hợp của yếu tố FPS và RTS, rằng các thành viên trong nhóm nhận được tiền từ thu hoạch Tiberium và phải mua thiết bị của riêng họ.

## Phát triển

An Ion Cannon bắn trong đoạn phim cắt cảnh.

Engine của trò chơi được gọi là "Renegade engine" hoặc "Westwood 3D"", được phát triển bởi Westwood. Nó được thiết kế để hỗ trợ cho cơ chế vật lý và cho phép chuyển động liền mạch từ trong nhà tới môi trường ngoài trời. "Westwood 3D" động cơ được tái sử dụng như là cơ sở của engine game được sử dụng trong Command & Conquer: Generals, Battle for Middle Earth, Battle for Middle Earth 2 và Command & Conquer 3: Tiberium Wars. 
Một phiên bản cho PlayStation 2 đã được phát triển, tuy nhiên đã bị hủy bỏ.

Kane nói chuyện với Elena Petrova đột biến trong đoạn phim cắt cảnh.

Khi trò chơi bị chuyển ngày phát hành của nó, Westwood đã thực hiện một video hài hước mang tên Havoc Takes, trong đó Havoc, nhân vật chính của trò chơi và là anh hùng, đi vào Westwood Studios để đảm bảo rằng trò chơi không bị chuyển ngày phát hành của nó một lần nữa. Ngay cả sau khi đoạn video đã được thực hiện, ngày phát hành vẫn bị đổi một lần nữa.
Trò chơi ban đầu có một đặc công khác (Logan Sheppard), giống như các đơn vị trong Command & Conquer và định hướng hành động ít hơn so với Havoc. Ngoài ra, lính Nod nhìn giống như Command & Conquer, mặc đồng phục ngụy trang đô thị chứ không phải là áo nhảy dù màu đỏ.
Renegade đã được tái phát hành trong ít nhất hai hộp EA Classics (một bao gồm Comanche 4 là game thưởng thêm, và các game trong đó có Freedom Force) sau ngày phát hành ban đầu của nó và bao gồm trong hai Command & Conquer được biên tập lại là The Command & Conquer Collection và Command & Conquer Collected.
Tháng 2, năm 2006, Renegade được tái phát hành trong Command & Conquer: The First Decade cùng với 11 game Command & Conquer khác trên 2 DVD. Các đĩa DVD chứa giá trị của hơn một giờ của nội dung liên quan đến tất cả các trò chơi trong DVD. Trong DVD của Command & Conquer: The First Decade, Renegade bao gồm bản vá mới nhất của nó (1,037) theo mặc định, có một ứng dụng No-CD, cộng với các thành phần CD khác như các tập tin bộ phim đang được cài đặt vào thư mục của nó; Renegade, cùng với một vài game khác đã có vấn đề với các mục cài đặt của mình trong bản phát hành ban đầu của DVD, đã được sửa kể từ The First Decade's 1.02 patch.
Westwood ban đầu dự định làm cho một phần tiếp theo của Renegade đặt trong vũ trụ Red Alert mới nhất (được biết đến như là Renegade 2) nhưng dự án đã bị hủy bỏ trước khi bất kỳ thông báo chính thức nào được thực hiện. Khái niệm nghệ thuật của dự án miêu tả công trình và các loại xe theo kiểu Red Alert có thể có qua chế độ chơi mạng, cũng như mô tả một nhà máy lọc dầu của Xô Viết. Dự án do fan tạo ra đã nhận được sự cho phép từ EA để phát hành một cách độc lập. Sự kiện này đánh dấu một sự thay đổi đáng chú ý trong chiến lược quan hệ công chúng của Electronic Arts, mà thường được mô tả tiêu cực về hỗ trợ cộng đồng và chưa bao giờ được thực hiện như một cử chỉ về sở hữu trí tuệ của hãng trước kia
Renegade là trò chơi duy nhất trong loạt game chưa bao giờ được phát hành bản mở rộng chính thức. Tuy nhiên, một bộ công cụ phát triển phần mềm (SDK) đã được phát hành bởi Westwood Studios để người dùng có thể thêm nội dung riêng của họ vào trò chơi. Westwood cũng phát hành một số mô hình có độ phân giải cao cho cộng đồng làm mod, bao gồm cả một số từ Red Alert, đặc biệt là Red Alert 2. Nhiều trang web dành cho các fan hâm mộ đã được thiết lập để chào mừng trò chơi và cho phép người chơi tải về các bản đồ mới và các bản mở rộng tùy chỉnh.
Tháng bảy, năm 2006, EA Games phát hành một bộ công cụ phát triển phần mềm (SDK) phục vụ 3DS Max cho Command & Conquer: Generals và The Lord of the Rings: The Battle for Middle-Earth. Mặc dù Renegade sử dụng các engine trò chơi giống như hai dòng game khác, nó đã không tương thích với SDK mới. Tuy nhiên, các thành viên từ cộng đồng Red Alert: A Path Beyond đã sửa đổi và tái phát hành nó để tương thích với Renegade sau khi thông báo cho EA. Một phiên bản cập nhật được chính thức phát hành, nhưng thiếu khả năng cho phép cài đặt 3D được sử dụng bởi trò chơi.

## Liên kết trong dòng game
Gần như tất cả đơn vị và hầu hết các cấu trúc đặc trưng trong Command & Conquer đã được tạo ra trong game, mặc dù với những thay đổi thẩm mỹ. Nhân vật mới bao gồm người đột biến, nhóm đặc công ưu tú của GDI được gọi là "Dead Six" và lính Nod đặc biệt như Black Hand, Sakura, và Mendoza.
Một số nhiệm vụ của trò chơi dường như dựa trên một số nhiệm vụ GDI trong Command & Conquer, chẳng hạn như một trong số đó là Tiến sĩ Mobius bị Nod bắt cóc và người chơi có trách nhiệm giải cứu ông, và nhiệm vụ cuối cùng trong Renegade lấy cảm hứng từ cuộc tấn công sở chỉ huy Sarajevo của Kane. Trong nhiệm vụ Renegade cuối cùng, đặt trong Temple of Nod, có căn phòng chứa thi thể của nhân vật Các nhân vật phe Nod trong Command & Conquer#Seth?Seth trong đoạn phim cắt cảnh của Nod trong Command & Conquer.
Trong nhiệm vụ thứ 11 của trò chơi, một con tàu ngoài hành tinh bị bắn rơi có mặt ở gần nhà máy điện và Construction Yard. Nó có màu sắc và cách xây dựng của phe Scrin trong Tiberium War. Bên ngoài là màu xanh trong khi bên trong là một màu xanh lá cây đậm, cũng rất giống với các đơn vị Scrin. Con tàu có thể là một tham chiếu đến cấu trúc bỏ hoang không rõ nguồn gốc trong nhiệm vụ GDI cuối cùng trong Command & Conquer, được xem xét bởi nhiều người cho là sự xuất hiện đầu tiên của Scrin trong lịch sử của dòng game. Cả hai đều bị bắn rơi và gần Temple of Nod.

## Giải thưởng
Gamespy PC Game Of the Year Awards Lưu trữ ngày 12 tháng 4 năm 2009 tại Wayback Machine - 2002 "Wish it had been a hit"
3DActionPlanet Editorial Awards - First half of 2002 "Best Multiplayer Shooter"
AIAS Interactive Achievement Awards - 2003 Finalist for "Online Gameplay of the Year"

## Mod
Một số bản mod thành công đã được phát triển cho Renegade, với sự phổ biến nhất là dựa trên các game của Westwood Studios, với một số nhận được giải thưởng từ trang web cộng đồng. CnC Reborn, lấy cảm hứng từ Command & Conquer: Tiberian Sun (1999), nhận giải thưởng "Visual Delight" được đề cử cho giải thưởng "Best Released Indies" của ModDB trong năm 2008 . Battle for Dune: War of Assassins lấy cảm hứng từ Emperor: Battle for Dune (2001) được đề cử cho "Best Unreleased Indie" của năm 2008 . Red Alert: A Path Beyond, dựa trên Command & Conquer: Red Alert (1996), là có những thành công lớn nhất, đã được đề cử cho giải thưởng Mod/Indie Of the Year mỗi năm 2004-2009 (đứng thứ 2 năm 2007) ngoài. Ngoài ra còn có Roleplay2  mà là một mod cho các động cơ W3d, và đã làm cho một số bản phát hành cho đến nay.
Một mod đáng chú ý là đã nhận được sự chú ý rộng rãi là Renegade X, một Unreal Tournament 3 có thay đổi phát hành năm 2009, là tái tạo của chế độ chơi mạng của Renegade trên Engine Unreal 3. Nó được đề cử cho các giải thưởng "Best Upcoming Mod" của ModB trong năm 2008 ,, giải thưởng "Best Released Mod" trong năm 2009 , "Best Multiplayer Mod" của năm 2009 , và nó đã được đề cử cho tốt nhất "Best Vehicle Set" trong cuộc thi "Make Something Unreal". Nhóm phát triển đã thông báo rằng Renegade X sẽ là một game độc lập trong tương lai .